# Castelo de Monmouth

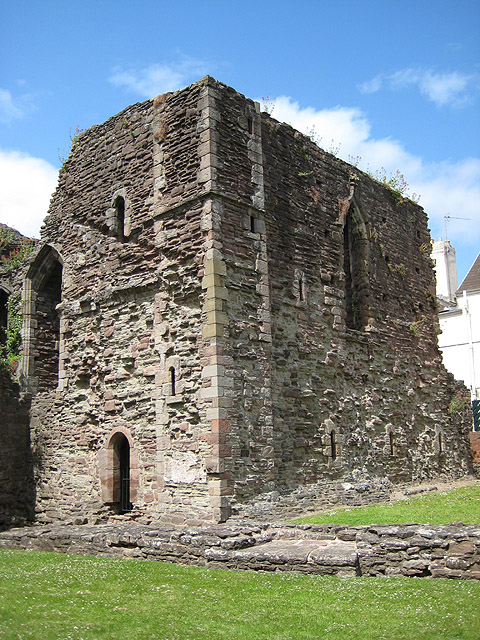
Ruínas da Grande Torre, no interior do recinto.

O castelo de Monmouth é uma fortificação situada em Monmouth (Gales, Reino Unido). Já estava construído ao menos em 1067, por ordem de William FitzOsbern, quem foi poseedor do senhorio de Monmouth.
Em 1267 o castelo estava em poder de Edmundo de Lancaster, filho de Enrique III de Inglaterra, quem, para converter em sua residência principal, ordenou amplos trabalhos de expansão.